# مسجدلو (اردبیل)
مسجدلو یک منطقهٔ مسکونی در ایران است که در دهستان فولادلوی جنوبی واقع شده‌است. مسجدلو ۱۱۷ نفر جمعیت دارد.